# Alaska (Fear the Walking Dead)
«Alaska»— es el tercer episodio de la sexta temporada de la serie de televisión posapocalíptica, horror Fear the Walking Dead. Se estrenó el 25 de octubre de 2020. 
Este episodio fue dirigido por Colman Domingo quien interpreta a Victor Strand marcando su tercer episodio como director. Este episodio también marca la primera aparición de Christine Evangelista como Sherry, quien es acreditada en el reparto principal, Evangelista es el tercer miembro de The Walking Dead en unirse al elenco de Fear the Walking Dead; quien apareció por última vez en la séptima temporada de la serie original.

## Trama
En un flashback, se ve a Morgan trayendo suministros a Rachel y mientras conversan, Morgan comienza a fusionar su arma con el hacha del cazarrecompensas fallecido. En el presente, Al y Dwight están inspeccionando lo que solía ser el consultorio de un médico. Al de repente comienza a escuchar voces en la radio y se da cuenta de que Isabelle está hablando, Dwight encuentra un par de cervezas y ambos comienzan a beber. Durante su charla, Al decide ocultar su conocimiento de la proximidad de Isabelle. Dwight escucha las señales de llamada de radio y cuestiona las palabras clave de las que están hablando. Al no quiere compartir nada, pero Dwight se da cuenta de que el nombre en clave era la chica de Al. Al finalmente admite que está escuchando a Isabelle. Dwight anima a Al a ir al "Drop Site Baker" para reunirse con Isabelle.
Se dirigen a la torre y notan pintura en aerosol en la pared que dice "EL FIN ES EL COMIENZO", de lo que Al se burla. Se encuentran ratas en el edificio y las personas parecen estar infectadas por peste bubónica. Al y Dwight se dirigen al techo para esperar la caída del helicóptero. Dwight comienza a preguntarle a Al sobre lo que hará cuando encuentre a Isabelle, mientras que Dwight, por el contrario, cree que nunca encontrará a Sherry, su esposa. Dwight cree que ha sido infectado con la plaga y Al se culpa a sí misma por traer a Dwight.
Momentos después, Al se dirige solo al techo para esperar a que llegue el helicóptero. Al enciende una bengala y hace que el helicóptero se aleje debido a la plaga. Isabelle reconoce la voz de Al y el helicóptero se da la vuelta, siguiendo la caída del paquete. Isabelle declara que la ubicación se ha "quemado" y sigue adelante. Al encuentra los suministros que quedaron, incluido el medicamento que Dwight y las otras personas infectadas necesitan para tratar la plaga. Se los entrega a Dwight, feliz. Al regresa al edificio y encuentra latas de pintura en aerosol cerca de las jaulas para ratas. Ella cree que alguien plantó las ratas para propagar la plaga aquí.
Dwight quiere ir a registrarse para que los Rangers no empiecen a hacer preguntas. Al enciende la radio y alguien pregunta si alguien tiene problemas en el techo. Dwight toma la radio y comienza a hablar y se da cuenta de que es Sherry. Cuando sale del edificio, ambos se encuentran y se besan.

## Recepción

### Respuesta crítica
David S.E. Zapanta de Den of Geek! Le otorgó una calificación de 5 sobre 5 calificaciones y elogió el episodio, y escribió: "Debo decir, es posible que solo tengamos tres episodios, pero realmente estoy disfrutando de la temporada 6 de Fear the Walking Dead hasta ahora. Claro, tal vez sea la fiebre prolongada de la cabaña lo que habla; después de todo, estamos siete meses en una pandemia. O tal vez Fear the Walking Dead finalmente ha alcanzado su ritmo.." Erik Kain de Forbes en su reseña elogió el episodio y escribió: "Fear The Walking Dead sigue siendo mejor que la temporada pasada y durante la mayor parte de la temporada 4, pero sus creadores están teniendo dificultades para deshacerse de algunos de sus peores hábitos".

### Calificaciones
El episodio fue visto por 1,50 millones de espectadores en los Estados Unidos en su fecha de emisión original, debajo del episodio anterior.